# Pension de famille
Pour le film, voir Pension de famille (film).
Ne doit pas être confondu avec Maison d'hôtes, Gîte (hébergement), Meublé de tourisme ou Foyer d'hébergement.
 (avril 2017).
Si vous disposez d'ouvrages ou d'articles de référence ou si vous connaissez des sites web de qualité traitant du thème abordé ici, merci de compléter l'article en donnant les références utiles à sa vérifiabilité et en les liant à la section « Notes et références ».
 (avril 2024).

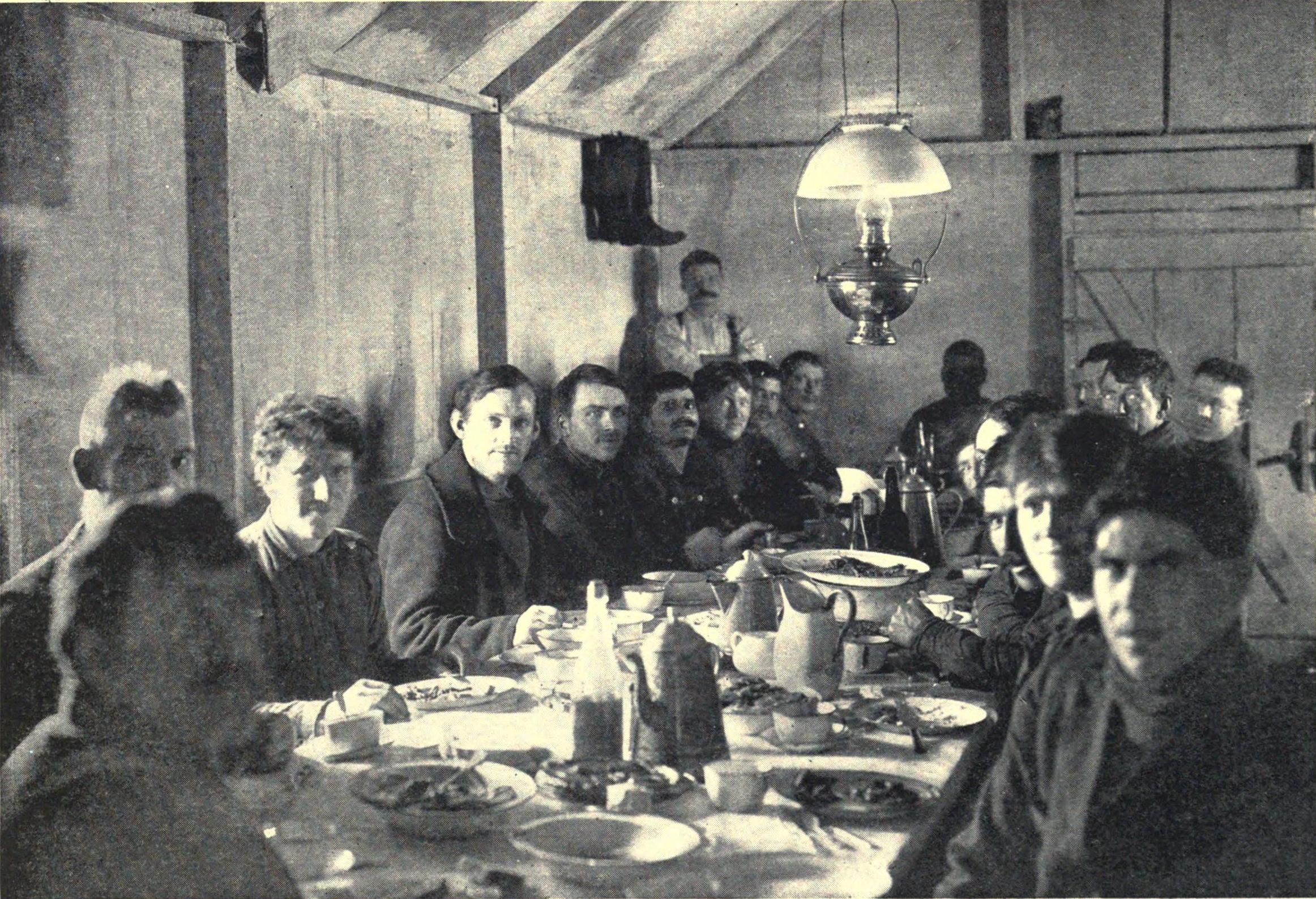
Une pension de famille au Canada vers 1900.

Une pension de famille ou maison relais est un hébergement dans lequel les locataires louent une ou plusieurs chambres pour une ou plusieurs nuitées et parfois pendant des périodes prolongées (semaines, mois ou années). Les parties communes de la maison sont entretenues et quelques services, comme la blanchisserie et le nettoyage, peuvent être fournis. « le gîte et le couvert » sont normalement fournis.
Cet hébergement se développe au XIXe siècle dans les stations balnéaires et les villes universitaires.
En France, fin 2023, ces structures d'accueil destinées aux personnes en situation de précarité et ayant du mal à accéder à un logement ordinaire hébergeaient près de 24 000 personnes, logées dans plus de 1 000 lieux. Cet hébergement est stable, sans limitation de durée, et associé à un accompagnement social favorisant l'insertion des résidents.

## Accès au logement en France

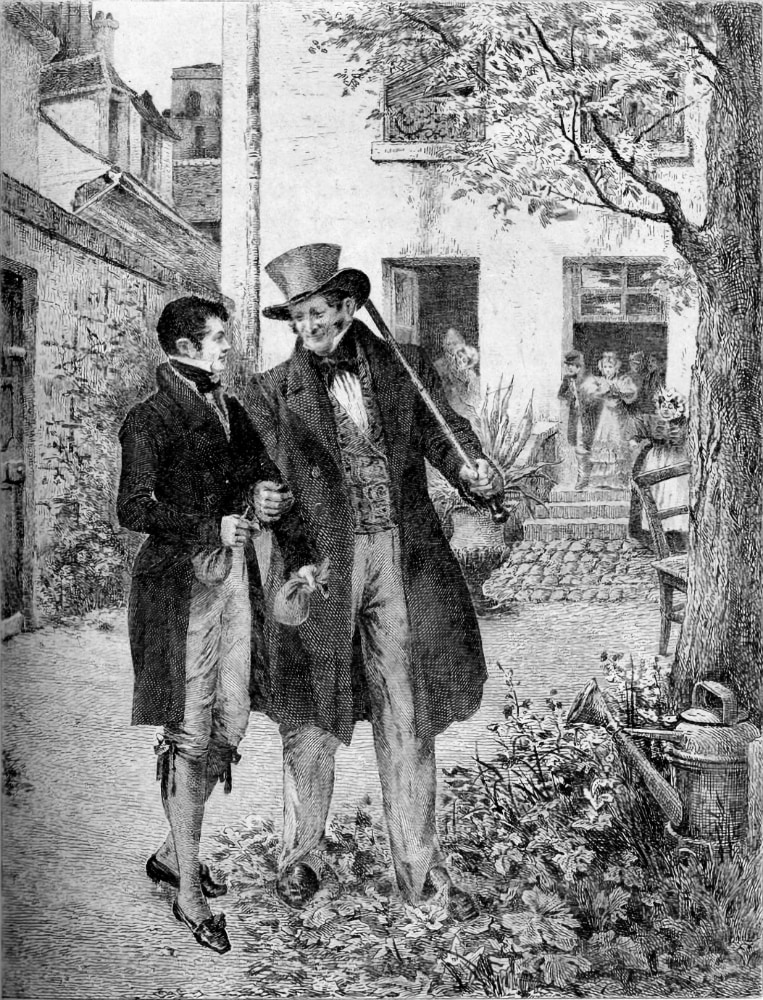
Les jardins de la Maison Vauquer : cette pension de famille forme le cadre d'un des plus célèbres romans de Balzac.

C'est un dispositif d'hébergement de personnes aux faibles revenus, souffrant d'une situation d'isolement ou d'exclusion lourde et « dont l'accès à un logement autonome apparaît difficile à court terme ». Ces lieux d'hébergement à vocation de logement pérenne, comportant chacun 20 à 25 places (unités d'habitation autonomes), sont dotés de parties collectives animées en journée par un hôte ou couple d'hôte.
Le dispositif, testé en 1997, a été étendu en 2002, puis un premier Plan (de 5 ans) pour le Logement a été lancé en 2017, qui a soutenu l'ouverture de places supplémentaires en pensions de famille (le dispositif des pensions de famille/résidences accueil comptait 23 952 places dans près de 1 050 structures). En mars 2023 à l'occasion d'une rencontre entre élus, associations et acteurs du logement, en présence de Christophe Béchu (ministre de la Transition écologique et de la Cohésion des territoires) et d'Olivier Klein (ministre délégué chargé du Logement), constant que « Seulement 5 200 places ont effectivement été créées depuis 2017, portant le nombre de logements en pensions de famille à 21 000 au 31 décembre 2021 » (soit environ la moitié de l’objectif fixé dans le plan Logement d’abord), ces acteurs appellent (dans un communiqué du 6 mars 2023) le gouvernement à mettre des moyens suffisants, à s'appuyer sur un calendrier adéquat, et à mobiliser tous les acteurs concernés, dont les collectivités locales.
En mai 2025, la ministre du Logement, Valérie Létard, dans le cadre de la lutte contre le sans-abrisme et à l'occasion de la « 4ème Semaine nationale des pensions de famille » organisée chaque année à l’automne (ou au printemps à partir de 2024) par les associations du secteur, avec le soutien de la Dihal, a annoncé la création de 10 000 places supplémentaires avant 2027, dans le cadre d'un second plan « Logement d'abord », en complément des environ 25 000 places réparties dans 1 100 structures, pour notamment se substituer à l'hébergement d'urgence (dont en hôtel) et permettre aux personnes en grande précarité de se reconstruire dans un cadre plus stable.
Lors de la Semaine nationale des pensions de famille, Valérie Létard, en visite à la résidence L'Escale à Clamart, portée par l'association « Habitat et Humanisme », a rappelé que les pensions de famille ne sont pas seulement des lieux d'hébergement, mais aussi des espaces de reconstruction sociale et psychologique, où les résidents peuvent retrouver une autonomie progressive.

## Définitions
En France, le « vocabulaire employé pour désigner les hôtes, les habitants, les pensions de famille elles-mêmes n'est, dans la pratique, pas stabilisé ».
La pension de famille doit répondre à certaines caractéristiques, selon la « Délégation interministérielle à l'hébergement et à l'accès au logement » (Dihal, France) :
- de petite taille pour garantir un accueil chaleureux et personnalisé, avec en moyenne 25 chambres ;
- des logements autonomes afin de permettre de se rapprocher au plus près de la réalité du logement privatif individuel ;
- pour favoriser les interactions sociales et permettre l'organisation d'activité collectives telles que les repas, des espaces collectifs sont mis à disposition des occupants. Les résidents sont encouragés à prendre leurs repas ensemble ;
- les « hôtes » de la résidence sont chargés de garantir le soutien aux résidents dans leurs démarches individuelles ou collectives ainsi que dans l'organisation de la vie quotidienne et collective, ils ont une qualification ou une expérience reconnue dans le domaine social et/ou de l'insertion ;
- sans limitation de durée, le principe de la maison relais est de proposer un habitat pérenne, pour des personnes isolées, très désocialisées, fréquentant ou ayant fréquenté de façon répétitive les structures d'hébergement provisoire. Autant que possible, les publics doivent présenter des profils et parcours variés pour dynamiser la vie interne de l'établissement.
- non prévue pour l'accueil de familles avec enfants, ni - généralement - pour l'accueil de couples « dont l’orientation vers le logement autonome doit être priorisée »[2]

L'occupation des logements peut être durable et s'étendre de quelques jours à plusieurs années. S'agissant d'une forme de résidence sociale, les pensions de famille partagent de nombreuses caractéristiques avec les logements « sociaux ».

## Aides financières
Le financement par le « programme 177 » - Drass-Ddass est plafonné à 19,50 euros par jour et par place. L'hébergement possède un agrément préfectoral à la suite de la réunion d'un comité régional conjoint Drass-DRE chargé d'examiner les projets d'ouverture de maisons relais.

### Textes officiels français
- Circulaire 2002/595 du 10 décembre 2002 relative aux maisons relais
- Loi 2005/32 du 18 janvier 2005 de programmation pour la cohésion sociale : création de 4 000 places en maisons relais,
- Note d'information DGAS/DGUHC/PIA/IUH1 no 2005-189 du 13 avril 2005 relative à la mise en œuvre du programme 2005 maisons relais / pension de famille,
- Relevé de décisions PARSA du 8 janvier 2007.
- Rapport définitif de la Mission d'appui pour la mise en œuvre du programme de maisons-relais, mai 2008, Michel Pélissier ,[présentation en ligne]
- Circulaire DGAS/DGALN/2008/248 du 27 août 2008 relative à la création de maisons relais.